# 凱瓦山
12°34′17″S 75°34′01″W / 12.57139°S 75.56694°W
凱瓦山（Kaywa），是秘魯的山峰，位於該國中南部萬卡韋利卡大區和利馬大區，由阿科班比亞區和萬坦區負責管轄，屬於安地斯山脈的一部分，海拔高度4,800米。